# Bernt Michael Holmboe
Bernt Michael Holmboe (ur. 23 marca 1795 w Vang, zm. 28 marca 1850 w Oslo) – norweski matematyk.

## Życiorys
Od najmłodszych lat nauczany był w domu i do 1810 roku nie uczęszczał do szkoły. W 1818 roku, po krótkim okresie pracy jako asystent Christophera Hansteena na Królewskim Uniwersytecie Fryderyka, Holmboe przyjął posadę nauczyciela matematyki w Szkole Katedralnej w Christianii, gdzie poznał słynnego później matematyka Nielsa Henrika Abela. Dawanie lekcji Abelowi, zarówno w szkole, jak i prywatnie, określa się jako największy wkład Holmboe'ego w matematykę. Aż do przedwczesnej śmierci Abela byli oni przyjaciółmi. W 1826 roku Holmboe wrócił na Królewski Uniwersytet Fryderyka, gdzie pracował aż do śmierci.
Holmboe wywarł istotny wpływ na matematykę w odradzającej się Norwegii dzięki dwutomowemu podręcznikowi przeznaczonemu dla gimnazjów. Był on często używany, lecz musiał konkurować z książką Christophera Hansteena, co wywołało prawdopodobnie pierwszą w Norwegii dyskusję nad podręcznikami szkolnymi.

## Wczesne życie i kariera
Bernt Michael Holmboe urodził się w 1795 roku w gminie Vang jako syn pastora Jensa Holmboego (1746-1823) i Cathrine Holst (1763-1823). Dorastał w Eidsbergu z dziewięciorgiem rodzeństwa, był starszym bratem znanego filologa Christophera Andreasa Holmboego. Od najmłodszych lat Holmboe nauczany był w domu, jednak w 1810 roku został wysłany do Szkoły Katedralnej w Christianii, aby uzyskać wykształcenie średnie. W szkole podjął się ponadprogramowych zajęć z matematyki. W 1814 roku rozpoczął studia na Królewskim Uniwersytecie Fryderyka. Był to burzliwy rok w norweskiej historii – w styczniu na mocy Traktatu kilońskiego Norwegia, która od 1397 roku była prowincją Danii, przeszła pod szwedzką kontrolę. Po tym jak 17 maja 1814 roku Norwegia proklamowała niepodległość w Konstytucji, Szwecja w odpowiedzi rozpoczęła kampanię wojskową i toczyła ją przez całe lato. W tym okresie Holmboe był rzecznikiem grupy studentów, którzy byli przeciwko obecności szwedzkich oddziałów w państwie. Był to czas, w którym wszelkie przejawy otwartej aktywności były bardzo wyraźne, gdyż od założenia uniwersytetu w 1813 roku uczyło się na nim tylko siedemnastu studentów.
Poza prywatnymi studiami Holmboe uczęszczał również na wykłady prowadzone przez Sørena Rasmusena. W 1815 roku został mianowany asystentem naukowym wykładowcy Christophera Hansteena, a także sam prowadził niektóre wykłady. Na początku 1818 roku Holmboe rozpoczął pracę jako nauczyciel matematyki w Szkole Katedralnej w Christianii, posada ta zwolniła się w 1817 roku. Dyrektor szkoły, Jacob Rosted, najpierw zaproponował tę pracę jego bratu, Christopherowi Andreasowi, który również studiował matematykę. Jednak on wolał skoncentrować się na filologii, rozpoczął badania między innymi nad sanskrytem. W nauczaniu Holmboe czerpał inspiracje z podejścia Josepha-Louisa Lagrange'a.

### Niels Henrik Abel
Główny artykuł: Niels Henrik Abel
Podczas pracy w Szkole Katedralnej w Christianii Holmboe poznał Nielsa Henrika Abela, wówczas ucznia tej szkoły, i szybko odkrył jego talent – w swoim sprawozdaniu określił go mianem „prawdziwego matematycznego geniusza”. Szkoła przede wszystkim kładła nacisk na naukę filologii klasycznej i łaciny, dlatego też Holmboe uczył chłopca prywatnie. Jego wsparcie dla Abela jest nazywane jego „największym wkładem w matematykę”.
Holmboe i Abel stali się bliskimi przyjaciółmi. Również bracia Holmboego, jako że uczyli się wraz z chłopcem, zaprzyjaźnili się z nim. Niels kilkakrotnie zapraszany był do rezydencji rodziny Holmboe'ów w Eidsbergu, między innymi na Boże Narodzenie.
Abel zmarł na gruźlicę w 1829 roku, w wieku 26 lat. Dziesięć lat po śmierci przyjaciela Holmboe jako pierwszy zredagował i opublikował jego dzieła zebrane w dwutomowej książce Oeuvres complètes de N.H. Abel (Dzieła zebrane N.H. Abela).

## Późniejsze życie i kariera
Holmboe wydał swój pierwszy podręcznik do matematyki w 1825 roku. Książka licząca 274 strony zatytułowana była Lærebog i Mathematiken. Første Deel (Podręcznik do matematyki. Część pierwsza). W 1827 roku wydał drugi tom Lærebog i Mathematiken. Anden Deel (Podręcznik do matematyki. Część druga) zawierający 155 strony. W książkach wykorzystał doświadczenie w nauczaniu - mimo że były one głównie teoretyczne, ich celem było wpojenie logicznego myślenia. Jeśli chodzi o geometrię autor radził czytelnikom wyobrażenie sobie figury geometrycznej zamiast rysowania jej. Książki Holmboe'ego cieszyły się dużą popularnością, dlatego też powstały cztery przedruki części pierwszej i pięć przedruków części drugiej.
W 1826 roku Holmboe został mianowany wykładowcą na Królewskim Uniwersytecie Fryderyka. Niektórzy twierdzą, że przyznano mu to stanowiska, ponieważ w tym czasie Abel podróżował po Europie. Od 1829 roku do swojej śmierci Holmboe nauczał również matematyki na akademii wojskowej, a w 1834 roku został mianowany profesorem na Królewskim Uniwersytecie Fryderyka. Do jego późniejszych publikacji należą: Stereometrie (Stereometria) (1833), Plan- og sfærisk Trigonometrie (Trygonometria płaska i sferyczna) (1834), Lærebog i den høiere Mathematik (Podręcznik do matematyki zaawansowanej) (1849). Poza Abelem, Holmboe wywarł również wpływ na innych matematyków, do których należał między innymi Ole Jacob Broch (ur. 1818 roku).
Na uniwersytecie Holmboe ponownie spotkał Christophera Hansteena, który od 1816 roku pracował tam jako profesor. W 1835 roku, w odpowiedzi na publikację Holmboe'ego i jego metody nauczania, Hansteen opublikował własny podręcznik do matematyki dla szkół ponadpodstawowych, który był zdecydowanie ukierunkowany na praktyczne podejście do przedmiotu. Holmboe napisał recenzję tej książki dla gazety „Morgenbladet”, w której odradzał szkołom korzystanie z niej. Wywołało to prawdopodobnie pierwszą w Norwegii publiczną debatę nad podręcznikami szkolnymi, w której wzięli udział również inni matematycy. Podręcznik Hansteena nie został ponownie wydany.
Holmboe był również zaangażowany w ubezpieczenia. Od 1832 do 1848 roku był członkiem Tilsynskomiteen for private forsørgelses- og understøttelsesselskaper – pierwszego w kraju publicznego komitetu nadzorującego towarzystwa ubezpieczeniowe. Z drugiej strony, od 1847 roku Holmboe był członkiem zarządu towarzystwa ubezpieczeniowego Gjensidige założonego przez jego byłego ucznia Olego Jacoba Brocha.

## Dziedzictwo
W 2005 roku ustanowiono Nagrodę Imienia Bernta Michaela Holmboego (ang. Bernt Michael Holmboe Memorial Prize), która przyznawana jest co roku nauczycielom matematyki. Nagroda w wysokości 50 tys. koron norweskich pobierana jest z Funduszu Abela, który pokrywa również Nagrodę Abela. Przyznaje ją zarząd Norweskiego Towarzystwa Matematycznego. Obecnym przewodniczącym zarządu jest Tom Lindstrøm, profesor na Uniwersytecie w Oslo.
Imię Bernta Michaela Holmboe'ego nosi również jedna z ulic w dzielnicy Majorstuen w Oslo. Przed rokiem 1879 ulica ta nazywała się Hansteens gate na cześć Christophera Hansteena.

## Małżeństwo i dzieci
Holmboe był żonaty dwa razy. Jego pierwszą żoną była urodzona w 1804 roku w Toten Nikoline Antonie Finkenhagen, która zmarła w 1839 roku po pięciu latach małżeństwa. Holmboe miał z Nikoline trzy córki, z których tylko dwie (Fredrikke and Nikoline, Jr.) osiągnęły wiek dojrzały, oraz jednego syna, który urodził się martwy. W 1842 roku Holmboe poślubił swoją drugą żonę, Ingeborgę Thorp, urodzoną w 1812 roku w Voss. Z tego małżeństwa narodziło się dwóch synów: Christopher i Jens, oraz dwie córki: Cathrine i Olava, które jako jedyne osiągnęły wiek dojrzały.
Bernt Michael Holmboe zmarł w 1850 roku; jego druga żona przeżyła go o 33 lata.